# Élections législatives fidjiennes de 2022
Des élections législatives ont lieu aux Fidji le 14 décembre 2022 afin d'élire pour un mandat de quatre ans l'ensemble des 55 membres du Parlement, le corps législatif monocaméral.
Le parti Fidji d'abord du Premier ministre Frank Bainimarama perd la majorité absolue des sièges tandis que le principal parti d'opposition, le Parti libéral social-démocrate, s'effondre au profit de l'Alliance populaire, issu de sa scission. Le recul de Fidji d'abord aboutit à une alternance avec la formation d'un gouvernement de coalition constitué des trois partis d'opposition qui porte le dirigeant de l'Alliance populaire Sitiveni Rabuka, au poste de Premier ministre.

## Contexte
En décembre 2006, le contre-amiral Frank Bainimarama prend le pouvoir par un coup d'État, renversant le gouvernement nationaliste autochtone du Premier ministre Laisenia Qarase. Il accuse ce dernier d'aggraver les tensions dans le pays en menant une politique qui privilégie systématiquement les intérêts de la majorité ethnique autochtone, aux dépens des autres citoyens et notamment de la minorité indo-fidjienne. Frank Bainimarama dirige alors une dictature militaire pendant huit ans. Durant cette période, il établit une égalité des droits entre tous les citoyens, quelle que soit leur appartenance ethnique, et promeut un sentiment d'appartenance nationale commune. Il fait inscrire cette égalité des droits dans une nouvelle Constitution. Il rétablit des institutions démocratiques via les élections de septembre 2014, qu'il remporte,. Son gouvernement remporte également les élections de 2018, mais avec une majorité nettement diminuée, ne disposant plus que d'une majorité de deux sièges au Parlement.
La date exacte du scrutin suivant, qui peut légalement être organisé au plus tard le 9 janvier 2023, reste longtemps inconnue, une situation vivement critiquée par l'opposition. Après plusieurs mois d'attente, le gouvernement finit par annoncer le 30 octobre 2022 la tenue des élections législatives pour le 14 décembre suivant,.

## Système politique et électoral
Les Fidji sont une république parlementaire et une démocratie multipartite dotée d'un parlement monocaméral. Le Parlement des Fidji est composé de 55 sièges pourvus pour quatre ans au scrutin proportionnel plurinominal avec vote préférentiel et seuil électoral de 5 % dans une circonscription électorale unique couvrant l'ensemble du pays,.
Le scrutin se déroule sous la forme d'un unique vote préférentiel. Chaque électeur vote pour un seul candidat parmi ceux présentés par les partis en lice ou ceux se présentant sans étiquette, et chaque voix reçue par un candidat est également comptabilisée comme une voix pour le parti dont il est membre. Après décompte de l'ensemble des voix réunies par les partis et candidats indépendants en lice, les cinquante-cinq sièges à pourvoir sont répartis à la proportionnelle selon la méthode d'Hondt entre ceux ayant franchi le seuil électoral de 5 % du total des suffrages exprimés. Les sièges obtenus par chaque parti sont alors alloués à leurs candidats dans l'ordre du nombre de votes préférentiels obtenus par chaque candidat individuellement,.
Le droit de vote s'acquiert à l'âge de 18 ans, et voter n'est pas obligatoire. Le nombre de sièges du parlement est régulièrement ajusté pour suivre l'évolution démographique du pays. Il était ainsi de 50 en 2014, 51 en 2018, et 55 en 2022.
Après les élections, la nouvelle assemblée procède à l'élection du président du Parlement. En application de l'article 93 de la Constitution, si un parti dispose d'une majorité absolue des sièges au Parlement, le chef de ce parti devient Premier ministre, à condition d'avoir lui-même été élu député. Si aucun parti n'a de majorité claire, le Parlement procède à l'élection d'un Premier ministre parmi ses membres. En vertu du principe de gouvernement responsable, le Parlement peut démettre le Premier ministre de ses fonctions à tout moment.

## Partis politiques et candidats
Le parti Fidji d'abord dispose d'une courte majorité absolue des sièges dans le Parlement sortant. Fondé par Frank Bainimarama en amont des élections de 2014, il est relativement libéral sur le plan économique, mais a également mis en œuvre une politique de développement des infrastructures en zones rurales, d'éducation gratuite et de subventions aux petites entreprises, qui a accru sa popularité. 
Le principal parti d'opposition est le Parti libéral social-démocrate (Sodelpa), qui malgré son nom est un parti conservateur et social-libéral. Il rassemble les nationalistes autochtones partisans du gouvernement déchu de Laisenia Qarase, et souhaite toujours promouvoir les intérêts spécifiques de la majorité autochtone de la population. Il espère par ailleurs instaurer le christianisme comme religion d'État, tandis que la Constitution introduite par le gouvernement Bainimarama en 2013 fait des Fidji un État laïque. Le chef du Sodelpa est Viliame Gavoka depuis novembre 2020.
Seul autre parti représenté au Parlement sortant, le Parti de la fédération nationale, dirigé par le député Biman Prasad, représente historiquement les intérêts de la communauté rurale indo-fidjienne.
Parmi les partis ne disposant pas de représentant au Parlement sortant, le plus important historiquement est le Parti travailliste, social-démocrate et multi-ethnique. Principal parti de gauche des années 1980 aux années 2000, il a perdu l'essentiel de ses partisans au profit du parti Fidji d'abord, et ne recueille plus que 2,4 % des voix en 2014 puis 1,7% en 2018. Il est mené sans discontinuer depuis 1991 par Mahendra Chaudhry.
Cinq autres partis politiques s'enregistrent pour les élections de 2022. L'Alliance populaire est fondée en septembre 2021 par Sitiveni Rabuka en faisant scission du Sodelpa et inclut aussi la députée Lynda Tabuya ; tous deux ont démissionné du Parlement pour créer ce parti,. Le Parti de l'unité des Fidji (en), fondé en 2017, axe ses propositions sur une reconnaissance différenciée des besoins des communautés ethniques du pays, et sur la gratuité de l'enseignement supérieur,. Les trois autres partis sont le parti Nous Unissons les Fidji (fondé en avril 2022), le Parti de la Nouvelle Génération (mai 2022) et le Parti de Tous les Peuples (septembre 2022).
| Parti Nom en anglais | Parti Nom en anglais                                           | Idéologie                                                                       | Dirigeant         | Résultat en 2018            |
| -------------------- | -------------------------------------------------------------- | ------------------------------------------------------------------------------- | ----------------- | --------------------------- |
|                      | Fidji d'abord FijiFirst                                        | Centre à centre droit Social-libéralisme, anti-communautarisme                  | Frank Bainimarama | 50,02 % des voix 27 députés |
|                      | Parti libéral social-démocrate Social Democratic Liberal Party | Droite Nationalisme ethnique, nationalisme chrétien, économie sociale de marché | Viliame Gavoka    | 39,85 % des voix 21 députés |
|                      | Parti de la fédération nationale National Federation Party     | Centre à centre gauche Social-démocratie, intérêts des Indo-Fidjiens            | Biman Prasad      | 7,38 % des voix 3 députés   |
|                      | Alliance populaire People's Alliance                           | Centre droit Conservatisme, libéralisme                                         | Sitiveni Rabuka   | Scission du SODELPA         |

## Résultats
|                          |                                          |         |       |       |        |               |  |  |  |
| Parti                    | Parti                                    | Voix    | %     | +/-   | Sièges | +/-           |  |  |  |
|                          | Fidji d'abord (FF)                       | 200 246 | 42,55 | 7,47  | 26     | 1             |  |  |  |
|                          | Alliance populaire (PA)                  | 168 581 | 35,82 | Nv.   | 21     | 21            |  |  |  |
|                          | Parti de la fédération nationale (NFP)   | 41 830  | 8,89  | 1,51  | 5      | 2             |  |  |  |
|                          | Parti libéral social-démocrate (SODELPA) | 24 172  | 5,14  | 34,71 | 3      | 18            |  |  |  |
|                          | Parti de l'unité des Fidji (UFP)         | 13 100  | 2,78  | 1,26  | 0      | en stagnation |  |  |  |
|                          | Parti travailliste fidjien (FLP)         | 12 704  | 2,70  | 2,08  | 0      | en stagnation |  |  |  |
|                          | Nous Unissons les Fidji (WUF)            | 6 070   | 1,29  | Nv.   | 0      | en stagnation |  |  |  |
|                          | Parti de Tous les Peuples (APP)          | 2 638   | 0,56  | Nv.   | 0      | en stagnation |  |  |  |
|                          | Parti de la Nouvelle Génération (NGP)    | 964     | 0,20  | Nv.   | 0      | en stagnation |  |  |  |
|                          | Indépendants                             | 279     | 0,06  | Nv.   | 0      | en stagnation |  |  |  |
|                          |                                          |         |       |       |        |               |  |  |  |
| Votes valides            | Votes valides                            | 470 584 | 99,30 |       |        |               |  |  |  |
| Votes invalides          | Votes invalides                          | 3 326   | 0,70  |       |        |               |  |  |  |
| Total                    | Total                                    | 473 910 | 100   | –     | 55     | 4             |  |  |  |
| Abstentions              | Abstentions                              | 220 005 | 31,75 |       |        |               |  |  |  |
| Inscrits / participation | Inscrits / participation                 | 693 915 | 68,25 |       |        |               |  |  |  |

## Députés élus
Frank Bainimarama recueille à lui seul 29,08 % de tous les suffrages exprimés, soit la grande majorité des suffrages portés sur son parti, devançant nettement tous les autres candidats. Sitiveni Rabuka est deuxième avec 16,52 % des voix. Viennent ensuite Aiyaz Sayed-Khaiyum, le bras droit de Frank Bainimarama, avec 4,79 % de voix ; Lynda Tabuya, figure majeure de l'Alliance populaire, avec 2,54 % ; et Biman Prasad, avec 2,41 %. Mahendra Chaudhry est septième avec 1,22 % des voix, mais son Parti travailliste obtient trop peu de suffrages d'ensemble pour qu'il soit élu.
| Fidji d'abord | Alliance populaire | PFN                                                                                 | SODELPA                                     |
| --- | --- | ----------------------------------------------------------------------------------- | ------------------------------------------- |
| | |                                                                                     |                                             |
| Frank Bainimarama Aiyaz Sayed-Khaiyum Parveen Kumar Bala (en) Mahendra Reddy Hem Chand Ratu Josaia Niudamu Rinesh Rajesh Sharma Alvick Maharaj Rosy Akbar Vijay Nath (en) Ioane Naivalurua Inia Seruiratu Shalen Kumar Faiyaz Koya (en) Premila Kumar Jone Usamate (en) Viam Pillay (en) Sanjay Kirpal (en) Joseph Nand (en) Semi Koroilavesau Ifereimi Waqainabete Viliame Naupoto Aliki Bia Naisa Tuinaceva Mosese Bulitavu Ketan Kirit Lal | Sitiveni Rabuka Lynda Tabuya Charan Jeath Singh Filimoni Vosarogo Manoa Kamikamica Isikeli Tuiwailevu Iliesa Vanawalu Siromi Turaga Ratu Atonio Lalabalavu Jese Saukuru Ratu Rakuita Vakalalabure Maciu Nalumisa Jovesa Vocea Sakiusa Tubuna Vatimi Rayalu Ro Filipe Tuisawau Tomasi Tunabuna Sakiasi Ditoka Esrom Yosef Immanuel Kalaveti Ravu Alitia Bainivalu | Dr Biman Prasad Lenora Qereqeretabua Agni Deo Singh Pio Tikoduadua Sashi Kiran (en) | Viliame Gavoka Ifereimi Vasu Aseri Radrodro |

## Analyse, conséquences et formation du gouvernement
Le parti Fidji d'abord du Premier ministre Frank Bainimarama enregistre un recul qui lui fait perdre la majorité absolue pour la première fois depuis son arrivée au pouvoir aux élections de 2014. Le principal parti d'opposition, le Parti libéral social-démocrate (SODELPA), s'effondre quant à lui au profit de l'Alliance populaire, issu de sa scission, tandis que le Parti de la fédération nationale progresse légèrement,.
Le recul de Fidji d'abord entraîne des négociations en vue de la formation d'un gouvernement de coalition, aucune formation ne détenant seule la majorité. L'Alliance populaire et le PFN s'étant accordés avant l'élection à gouverner ensemble,, Fidji d'abord et la coalition AP/PFN disposent du même nombre de sièges chacun, manquant de deux sièges la majorité absolue.
Le SODELPA appelle dès le 18 décembre les autres partis d'opposition à se réunir, tout en posant ses propres conditions liées aux intérêts des autochtones, dits iTaukei. N'écartant pas la possibilité d'une coalition avec Fidji d'abord, le SODELPA indique qu'il pourrait prendre jusqu'à deux semaines pour se décider et exige, en contrepartie de son soutien, la multiplication par dix du budget alloué aux affaires autochtones ; le rétablissement du Grand Conseil des Chefs (conseil de chefs coutumiers autochtones aboli par le gouvernement Bainimarama), la gratuité de l'enseignement supérieur, et l'ouverture d'une ambassade fidjienne « en Terre sainte » à Jérusalem au nom de l'identité chrétienne revendiquée par le parti pour les Fidji,.
Le 20 décembre, après avoir reçu et entendu les représentants des autres partis, le comité de direction du Sodelpa vote à bulletin secret et choisit, par seize voix contre quatorze, de former un gouvernement avec l'Alliance populaire et le PFN plutôt qu'avec Fidji d'abord. Les trois partis s'entendent sur un gouvernement de coalition mené par Sitiveni Rabuka, et qui disposera d'une courte majorité absolue au Parlement (vingt-neuf sièges sur cinquante-cinq),,. Le lendemain, le secrétaire général du Sodelpa, Lenaitasi Duru, obtient l'annulation des résultats du vote du comité de direction du parti, deux personnes ayant voté alors qu'elles n'étaient plus membres du comité. Un nouveau vote se tient le 23 décembre, dans les règles, et le comité se prononce par treize voix contre douze pour une coalition avec l'Alliance populaire et le PFN plutôt qu'avec Fidji d'abord.
La nouvelle assemblée siège pour la première fois le 24 décembre. Elle élit le grand chef Ratu Naiqama Lalabalavu, candidat de la nouvelle majorité, à la présidence du Parlement par vingt-huit voix contre vingt-sept pour le président du Parlement sortant, Ratu Epeli Nailatikau, candidat proposé par le parti Fidji d'abord. Ratu Naiqama est issu du Sodelpa mais n'avait pas obtenu de siège de député à ces élections législatives. Lenora Qereqeretabua, du PFN, est élue vice-présidente du Parlement, par vingt-huit voix contre vingt-sept pour Viliame Naupoto. Sitiveni Rabuka est ensuite élu Premier ministre, à bulletin secret, par vingt-huit voix contre vingt-sept pour Frank Bainimarama, et prête serment le jour même devant le président de la République Ratu Wiliame Katonivere. Le nouveau Premier ministre nomme son gouvernement dans la foulée, dont trois vice-Premiers ministres, issus des trois partis de la coalition : Biman Prasad (PFN), qui est aussi fait ministre des Finances, Viliame Gavoka (SODELPA) qui est aussi fait ministre du Tourisme, et Manoa Kamikamica (PA), qui devient aussi ministre du Commerce extérieur et des Petites et Moyennes Entreprises. Frank Bainimarama est formellement élu chef de l'opposition parlementaire par les députés de son parti.

## Suites

### Démission successives
Le 1er janvier 2023, Aiyaz Sayed-Khaiyum (Fidji d'abord) cesse d'être député lorsqu'il accepte de siéger à la Commission aux Affaires constitutionnelles et y est nommé par le président de la République sur proposition du chef de l'opposition parlementaire, Frank Bainimarama. Alipate Tuicolo, qui était le 27e candidat le mieux placé sur la liste du parti Fidji d'abord, devient automatiquement député à sa place.
Le 26 janvier 2023, l'ancien ministre Mahendra Reddy (Fidji d'abord) démissionne du Parlement. Penioni Ravunawa, 28e candidat le mieux placé sur la liste du parti Fidji d'abord, lui succède automatiquement.
L'ancienne ministre Rosy Akbar, de Fidji d'abord démissionne du Parlement le 17 février 2023 pour des raisons de santé. Virendra Lal, 29e candidat le mieux placé sur la liste du parti Fidji d'abord, lui succède automatiquement,. 

### Suspension et démission de Bainimarama
Le même jour que la démission d'Akbar, le chef de l'opposition parlementaire, Frank Bainimarama, est suspendu du Parlement pour une durée de trois ans, la majorité parlementaire ayant estimé que son premier discours au Parlement après ces élections était « séditieux ». Il y avait accusé le nouveau gouvernement de ne pas vouloir respecter la Constitution, et le président Wiliame Katonivere de ne pas suffisamment la défendre. Ayant été suspendu, il n'est pas remplacé, et le nombre de députés d'opposition est donc réduit à vingt-cinq.
Le 8 mars 2023, Frank Bainimarama démissionne de son poste de député, ce qui permet au 30e candidat le mieux placé sur la liste du parti Fidji d'abord, Sachida Nand, de lui succéder automatiquement comme député. Cette démission remonte à vingt-six le nombre de députés du parti. Frank Bainimarama demeure chef du parti, mais cède le poste de chef de l'opposition parlementaire à Inia Seruiratu,.

### Démission d'Ifereimi Waqainabete
Le 10 mars 2023, le député Ifereimi Waqainabete (Fidji d'abord) démissionne pour devenir professeur de chirurgie à l'université des Fidji (en). Veena Bhatnagar (en), 31e sur la liste du parti, lui succède automatiquement mais décide de ne pas siéger. En conséquence, Taito Rokomatu (32e) devient député.

### Dissolution du parti Fidji d'abord
Le 31 mai 2024, dix-sept députés sont exclus du parti Fidji d'abord, et de ce fait auraient en principe perdu leurs sièges en application de l'article 63(h) de la Constitution des Fidji, pour avoir voté en faveur d'une hausse du salaire des députés, en violation d'une directive du parti. Ces dix-sept députés sont le chef de l'opposition lui-même, Inia Seruiratu, ainsi que Mosese Bulitavu, Sanjay Kirpal, Semi Koroilavesau, Shalen Kumar, Virendra Lal, Alvick Maharaj, Ioane Naivalurua, Sachida Nand, Vijay Nath, Viliame Naupoto, Ratu Josaia Niudamu, Penioni Ravunawa, Taito Rokomatu, Alipate Tuicolo, Naisa Tuinaceva aet Jone Usamate. Le 14 juin, toutefois, le président du Parlement, Ratu Naiqama Lalabalavu, dispose qu'ils demeurent députés. En conséquence, Frank Bainimarama (chef du parti), Aiyaz Sayed-Khaiyum, Sailesh Kumar (cofondateur du parti), Ratu Joji Satakala (président du parti), Adi Selai Adimaitoga (vice-présidente du parti), Ravindran Kumaran (vice-président du parti), Hem Chand (trésorier du parti) et Faiyaz Koya (secrétaire général du parti) démissionnent tous du parti, pour protester.
Peu après, l'autorité publique d'enregistrement des partis politiques enjoint le parti à adopter des règles de gestion de ses conflits internes, faute de quoi il serait dissous. Les chefs du parti ayant tous démissionné, Fidji d'abord est toutefois dans l'incapacité d'obéir à cette injonction. En conséquence, il est dissous le 2 juillet. Ses députés deviennent des indépendants,.
Quelques jours plus tard, neuf députés du parti dissous -Aliki Bia, Mosese Bulitavu, Josaia Niudamu, Viliame Naupoto, Alipate Tuicolo, Ioane Naivalurua, Taito Rokomatu, Penioni Ravunawa, et Naisa Tuinaceva- se raccordent à la majorité parlementaire du gouvernement Rabuka.

### Nouveau président du Parlement en 2024
Le 31 octobre 2024, le président du Parlement, Ratu Naiqama Lalabalavu, est élu président de la république par les députés. Il entre en fonction le 12 novembre. Ce jour-là, l'ancien juge Filimone Jitoko, candidat de la majorité, est élu nouveau président du Parlement, avec les voix de trente-quatre députés contre quinze pour le candidat de l'opposition, Ruveni Nadalo.

### Mort de Vatimi Rayalu
Le ministre de l'Agriculture, Vatimi Rayalu, député du parti Alliane populaire, meurt le 12 juin 2025. Inosi Kuridrani, prochain (22e) sur la liste du parti, lui succède automatiquement comme député,.